# 콜롬비아 보수당

콜롬비아 보수당(콜롬비아 保守黨, 스페인어: Partido Conservador Colombiano)은 콜롬비아의 보수 정당으로, 1849년 설립되었다. 콜롬비아 자유당에 이어 두 번째로 오래된 정당이다.